# خط قیروانی

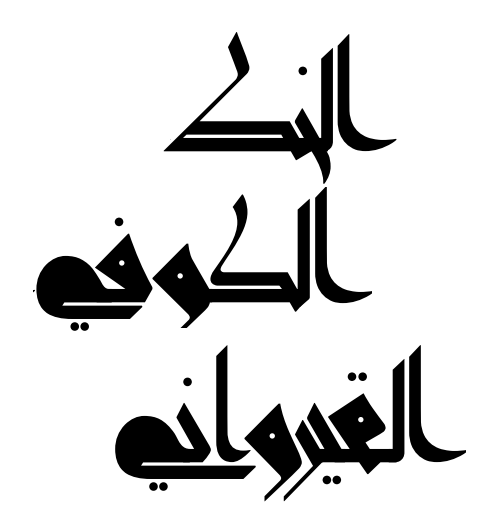
عبارت الخط الکوفی القیروانی که با فرمت و شیوه خوشنویسی کوفی قیروانی نوشته شده است.

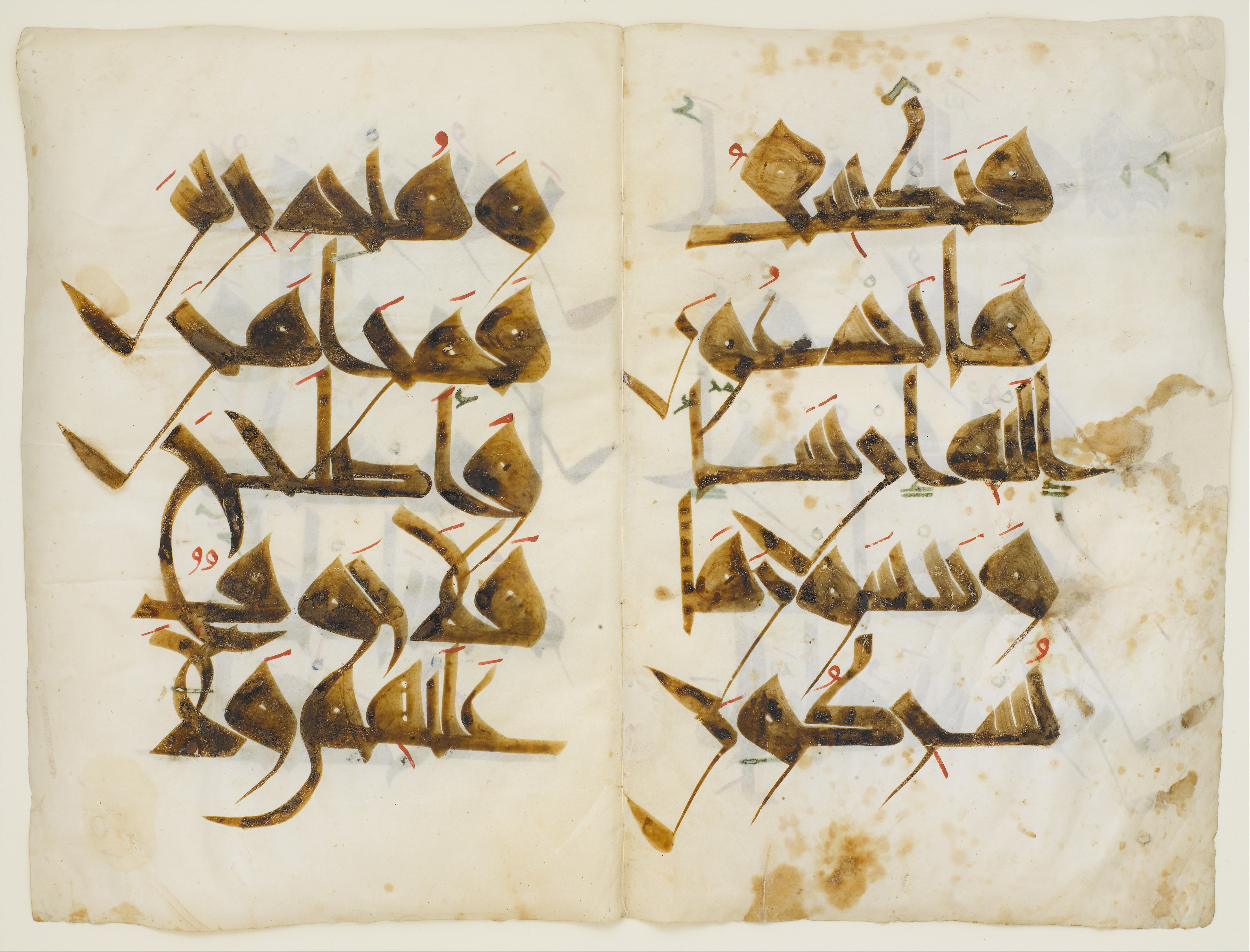
برگی از قرآن دایه با خط کوفی قیروانی

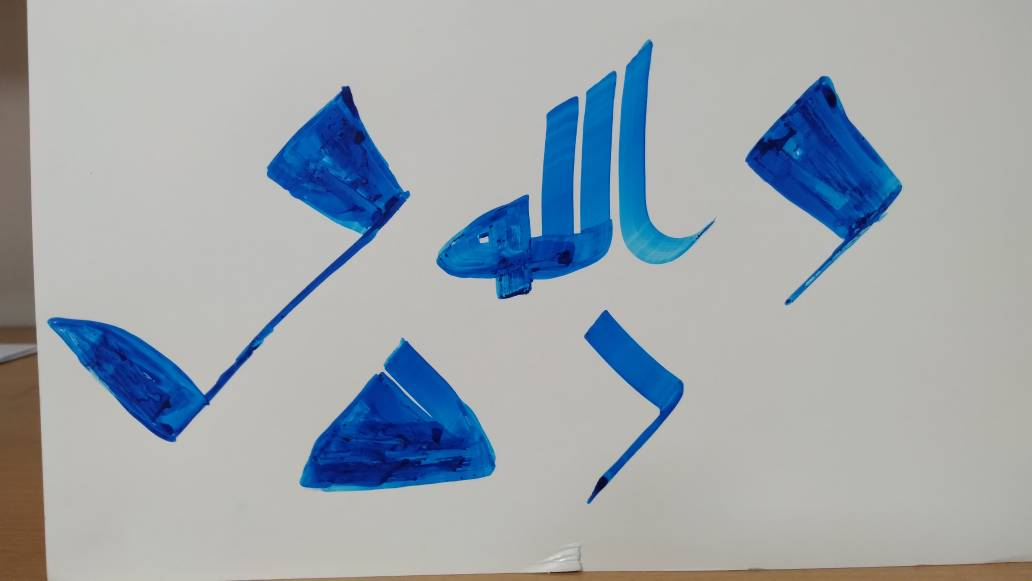
حروف واو، را، دال، ف همچنین کلمه الله به خط قیروانی

خوشنویسی قیروانی یا خط قیروانی یا کوفی قیروانی یکی از سبک‌های متمایز خط عربی است که در دوره‌های نخستین اسلام در شهر قیروان تونس پدید آمد. این سبک با فرم‌های زاویه‌دار، جسورانه و خطوط عمودی قوی شناخته می‌شود و عمدتاً در نسخه‌های قرآن به‌کار می‌رفت. برخلاف سبک روان‌تر کوفی، خوشنویسی قیروانی بر دقت هندسی و وضوح بصری تأکید دارد. این سبک نقش مهمی در هنر اسلامی شمال آفریقا ایفا کرده و بازتاب‌دهنده هویت فرهنگی آن منطقه است.

## ریشه
در حدود سال ۱۰۱۹ میلادی، در شهر قیروان تونس، زنی به نام فاطمه زندگی می‌کرد. فاطمه دایه ابن بادیس، از دربار زیریان بود که در آن زمان بخش زیادی از شمال آفریقا را تحت سلطه داشتند. فاطمه، که به عنوان «دایه» شناخته می‌شد، قصد داشت نسخه‌ای از قرآن (مصحف) را به عنوان عمل خیریه وقف، به مسجد جامع قیروان اهدا کند. برای انجام این وقف، او باید خوشنویسانی را استخدام می‌کرد تا این نسخه را بنویسند. مصحف او بعدها به «مصحف الحاضنة» یا «قرآن دایه» معروف شد. بر اساس سند وقف نگهداری‌شده همراه با مصحف دایه، خوشنویسانی به نام الورّاق و دُرّة الکاتبة – یک مرد و یک زن – احتمالاً نگارندگان این نسخه بودند. با دقت در این نسخه خطی، تشخیص اینکه آیا آن‌ها اثری هنری آفریده‌اند یا سندی دینی، دشوار است. آنچه مسلم است، بودجه‌ای نامحدود برای این پروژه در نظر گرفته شده بود؛ گویی دایه از آن‌ها خواسته بود تا شاهکاری بی‌نظیر خلق کنند. خوشنویسان حدود یک سال صرف نوشتن این مصحف کردند. سبک خوشنویسی به‌کاررفته در قرآن دایه، «خط قیروانی» نام دارد که توسط همین خوشنویسان ابداع شد.

## آموزش
امروزه، گروه فرهنگی «مدینتی» کارگاه‌ها و کلاس‌های آموزشی خوشنویسی قیروانی را برای علاقه‌مندان، چه مبتدی و چه حرفه‌ای، برگزار می‌کند. «مدینتی» همچنین اقامت‌های طولانی‌مدت در تونس برای کسانی که می‌خواهند در خوشنویسی عربی به تبحر برسند، فراهم می‌آورد. با تلاش‌های «انجمن تونسی هنرهای خوشنویسی»، سبک خط قیروانی مورد مطالعه و مستندسازی قرار گرفته است. این انجمن به‌طور مستمر کارگاه‌ها، کلاس‌ها و نمایشگاه‌هایی را درباره هنر خوشنویسی قیروانی برگزار می‌کند. هنرمندان گچ‌بری نیز از خط قیروانی برای بازسازی سقف خانه‌های تاریخی در مدینه تونس بهره برده‌اند.

## مشخصات
به‌طور کلی، حروف در سبک قیروانی ضخیم و زاویه‌دار هستند. این حروف نقطه‌گذاری نمی‌شوند و به‌خوبی روی یک خط افقی قرار می‌گیرند. حروف عمودی مانند الف (ا) و لام (ل) کاملاً عمود رسم می‌شوند، و نخستین الف همیشه با دُمی اضافی در پایین که به‌صورت افقی به سمت راست کشیده می‌شود، از سبک‌های کوفی دیگر متمایز می‌گردد.
از سوی دیگر، حروف پایینی مانند باء (ب) یا شین (س) با فرورفتگی‌های کوتاه، موازی و نزدیک به‌هم مشخص می‌شوند. در مورد برخی دیگر از حروفی که برآمدگی دارند، مانند ضاد (ض) یا کاف (ك)، یک "مشق" (خط افقی دوم یا یک مستطیل در بالا) افزوده می‌شود که به‌طور افقی متناسب با فضای سمت چپ و طول کلمه کشیده می‌شود تا کلمه در آغاز سطر قرار گیرد. ویژگی نهایی این سبک آن است که کلمات شکسته نمی‌شوند و نشانه‌های آیه قرآن در آن وجود ندارند.